# Rhopalophora bicolorella
Rhopalophora bicolorella là một loài bọ cánh cứng trong họ Cerambycidae.